# Andre Morris
Andre Morris (26 ottobre 1972) è un ex velocista statunitense, specializzato nei 400 metri piani.

## Biografia
Ai Mondiali indoor di Maebashi 1999 vinse l'oro nella staffetta 4×400 insieme ai connazionali Deon Minor, Dameon Johnson e Milton Campbell, totalizzando un tempo record di 3'02"83.

## Palmarès
| Anno | Manifestazione  | Sede     | Evento  | Risultato | Prestazione | Note            |
| ---- | --------------- | -------- | ------- | --------- | ----------- | --------------- |
| 1999 | Mondiali indoor | Maebashi | 4×400 m | Oro       | 3'02"83     | Record mondiale |